# サラゴサ空軍基地
サラゴサ空軍基地（スペイン語：Base Aérea de Zaragoza）は、スペイン・アラゴン州サラゴサ県サラゴサ郊外西15kmに所在するスペイン空軍の飛行場。アメリカ軍撤収後に敷地スペイン政府に返還されサラゴサ空港と施設の一部を共有している。
冷戦時代の1958年から1994年までトレホンとモロンと同様にアメリカ合衆国空軍が使用していた基地の一つであった。

## 歴史
サラゴサ空港の建設工事は既存のスペイン空軍基地を拡大する形で1954年9月から開始される。アメリカ合衆国海軍工兵隊は仮もしくは一時的な戦時待機基地として施設を増設した。米アメリカによる最初の建設計画は既存の3,024メートル（9,921フィート）の滑走路を強化し、両端をそれぞれ304メートル（1,000フィート）の延伸が含まれた。新コンクリート滑走路の工事は幅61メートル、長さ3,718メートルに及び、1956年に開始され1958年に完成する。
冷戦時代、サラゴサ空軍基地はスペイン国内に三つある駐留アメリカ空軍基地の一つで、他にはトレホン・デ・アルドス空軍基地とモロン空軍基地があった。
サラゴサ空軍基地の施設はスペインの航空管理部門からアメリカ合衆国軍統合軍事グループ（第3794空軍基地群）の統制下におかれた。1957年7月1日には戦略航空軍団隷下の第16空軍が装備するボーイング B-47戦略爆撃機のアラート部隊分散任務の運用支援提供施設が置かれる。支援任務はサラゴサ基地で現役運用されるB-47戦略爆撃機が撤収する1964年7月1日まで継続された。第16空軍が在欧アメリカ空軍に配転の後、1966年1月1日にサラゴサ基地は暫定的地位に修正され格下げとなる。施設に残置する管理部隊に第7472空軍基地群が指定される。
1957年に戦略航空軍団は事実上、戦闘機配備を実施しなくなったが、軍団は1958年に再び戦闘機配備の必要性に気づき、防空任務のためにノースアメリカン F-86D戦闘機を装備する第431戦闘要撃飛行隊が同年9月にリビアにあるホイールス空軍基地から到着する。1960年9月28日に第431戦闘要撃飛行隊はコンベア F-102戦闘機に機種更新し、1960年7月1日に在欧アメリカ空軍隷下の第86航空師団（防衛）が駐留する西ドイツのラムシュタイン空軍基地に移転する。この移動はヨーロッパに存在する全てのアメリカ空軍戦闘機を一つの指揮系統に集中させるために行われる。1965年4月23日に第431戦闘要撃飛行隊はF-102戦闘機を装備したままカリフォルニア州にあるジョージ空軍基地の第8戦術戦闘航空団隷下となり移転し、そしてマクドネル・ダグラス F-4C戦闘機に機種変換され第431戦術戦闘飛行隊に改編される。
1970年2月、クリーク・ステップ・プロジェクトは在欧アメリカ空軍用の演習場として基地から約70km北西にバルデナス・レアル空対地攻撃地区が設定され3月から運用が開始し、これ伴いサラゴサ基地の機能が強化された。1970年2月19日にリビアのホイールス空軍基地の閉鎖に伴ってサラゴサ基地には第406戦術戦闘訓練群が再現役化される。同部隊には常備の航空機は配備されていなかったが、航空団を支援するためにサラゴサ区域を全ての在欧アメリカ空軍機だけでなく、北大西洋条約機構（NATO）連合軍部隊や戦略航空軍団および戦術航空軍団の戦術航空機に提供される。
1972年9月から第406戦術戦闘訓練団は在欧アメリカ空軍指導官パイロット学校の管理を開始し、1976年5月には在欧アメリカ空軍戦術部隊運用学校を運営する。武器訓練分遣隊の担当は主にF-4戦闘機であった。1974年の短期間にはジェネラル・ダイナミクス F-111爆撃機が団の区域を使用し、そして1974年6月にはアメリカ海軍機リング・テムコ・ボート A-7艦上攻撃機が射爆場を使用した。
1976年11月の間に第406戦術戦闘訓練団は永続的基準で戦略航空軍団のボーイング KC-135空中給油機に対する完全保守整備支援を開始する。1977年9月12日にアメリカ海空両軍機は初めての異機種間空中戦訓練（DACT）任務を実施し、これを指揮した団は以後の活動に組み込まれる。1979年には重要な出来事が起き、団の活動に影響を与えている。在欧アメリカ空軍の任務と予算制限に伴う広範な変化によって同年7月に指導官パイロット学校は閉鎖される。同年2月には第406戦術戦闘航空団では生産指向型整備方式（POMO）コンセプトが実施される。在欧アメリカ空軍司令部はPOMOを設計し、整備人員の運用を改善することにより遠隔地での生産を強化し整備管理システムを確立させることにあった。
1980年1月1日、第406戦術戦闘訓練団に地域における多様な義務を負うことになり、支援任務が拡大する。訓練団は4ヶ所の通信所の運用をトレホン空軍基地の第401戦術戦闘航空団と協同で実施した。
1981年の間、訓練団は1982年から開始されるF-16戦闘機武器訓練分遣隊のための計画と準備にとりかかる。1986年4月3日にラムシュタイン空軍基地の第86戦術戦闘航空団隷下の第512戦術戦闘飛行隊で最初のF-16C戦闘機が配備される。これによりF-16C戦闘機の欧州戦域での運用が始まる。
1986年10月15日、基地は激しい豪雨による鉄砲水に襲われ施設に大きな損害を出している。基地の多く場所が15インチ（380mm）の高さに水と泥にまみれ約100万米ドルの損害を出した。
1980年代後期、第406戦術戦闘訓練団は在欧アメリカ空軍のために訓練場と要員を提供し続けた。1990年8月、湾岸危機の発生により砂漠の盾作戦で展開する地上支援のために基地は活況を呈する。危機のさなかにある中東へ向けて何千人もの兵士や何トンもの資機材を中継した。基地と団は砂漠の嵐作戦間およびその後にかけて主要中継飛行場として使用された。
スペイン当局から他部隊撤収の前提として、第406戦術戦闘訓練団はその任務を終了し1992年からスペイン政府に返還する準備を開始した。訓練場の使用は1991年12月に終了し、1992年4月に基地運用の主導権をスペインに移譲する。在欧アメリカ空軍はスペインでの使命を終え、スペイン政府に基地を返還した際に第406戦術戦闘訓練団は1994年4月1日に解隊される。

## 配置部隊
- サラゴサ基地群
- 第15航空団
- 第31航空団
- 保安技術防衛支援学校（ETESDA）
- 北部指揮統制群（GRUNOMAC）
- 航空展開支援隊（EADA）
- サラゴサ薬科センター（CEFARZA）
- 航空衛生展開支援隊（UMAAD-Zaragoza）
- 第3動員センター
- 陸軍第72防空砲兵連隊
- 緊急事態対処部隊第4大隊（UME）